# Reichenbachia loebli
Reichenbachia loebli är en skalbaggsart som beskrevs av Christopher E. Carlton 2003. Reichenbachia loebli ingår i släktet Reichenbachia och familjen kortvingar. Inga underarter finns listade i Catalogue of Life.